# راکلیتسا
راکلیتسا (به بلغاری: Raklitsa) یک منطقهٔ مسکونی در بلغارستان است که در استان بورگاس واقع شده‌است.